# Base aérea de Kassel-Rothwesten
A Base aérea de Kassel-Rothwesten é uma antiga base aérea da Força Aérea Alemã, localizada em Rothwesten, na Alemanha.
Construído em 1935 e designado Base aérea de Kassel, e foi usada durante a Segunda Guerra Mundial pela Luftwaffe. Foi capturada em Abril de 1945 pelo Exército dos Estados Unidos e foi usado pela Nona Força Aérea até ao final da guerra. Depois do conflito, foi estabelecido o Kassel Air Depot, que foi encerrado em Setembro de 1946. Re-designado Rothwesten Kaserne, voltou a ser encerrado em 1959.
Entre 1973 e 2008, as instalações foram usadas pela Bundeswehr. Depois de as forças armadas alemãs abandonarem o local, o complexo foi convertido para uso civil, sendo construída uma estação fotovoltaica e um parque empresarial. Em 2015, começou também a ser usado para acolher refugiados.